# Fort Washington (Maryland)
Fort Washington es un lugar designado por el censo ubicado en el condado de Prince George en el estado estadounidense de Maryland. En el Censo de 2010 tenía una población de 23.717 habitantes y una densidad poblacional de 552,67 personas por km².

## Geografía
Según la Oficina del Censo de los Estados Unidos, Fort Washington tiene una superficie total de 42.91 km², de la cual 35.72 km² corresponden a tierra firme y (16.77%) 7.19 km² es agua.

## Demografía
Según el censo de 2010, había 23.717 personas residiendo en Fort Washington. La densidad de población era de 552,67 hab./km². De los 23.717 habitantes, Fort Washington estaba compuesto por el 13.37% blancos, el 70.59% eran afroamericanos, el 0.25% eran amerindios, el 9.16% eran asiáticos, el 0.03% eran isleños del Pacífico, el 3.34% eran de otras razas y el 3.25% pertenecían a dos o más razas. Del total de la población el 6.6% eran hispanos o latinos de cualquier raza.